# Okres Bélapátfalva
Okres Bélapátfalva (maďarsky Bélapátfalvai járás) je jedním ze sedmi okresů maďarské župy Heves. Jeho centrem je město Bélapátfalva.

## Sídla
V okrese se nachází celkem 1 město a 12 obcí, jimiž jsou:
| - Balaton - Bátor - Bekölce - Bélapátfalva - Bükkszentmárton - Egerbocs - Egercsehi | - Hevesaranyos - Mikófalva - Mónosbél - Nagyvisnyó - Szilvásvárad - Szúcs |